# Mariko Kōda
Mariko Kōda (國府田 マリ子?, Kōda Mariko; Miyashiro, 5 settembre 1969) è un'attrice, doppiatrice e cantante giapponese.
È meglio conosciuta per aver doppiato Miki Koishikawa in Marmalade Boy, Okinu in Ghost Sweeper Mikami e Shaorin in Mamotte Shugogetten.
È stata membro del gruppo musicale DROPS fino allo scioglimento.

## Ruoli

### Anime
- Anime World Fairytales (Gretel)
- Black Jack (Rei Asato)
- Bobobo-bo Bo-bobo (Ruby, Denbo)
- Chance Pop Session (Reika)
- CLAMP Detective (Miyuki)
- Crayon Shin-chan (Marie)
- Demashita! Powerpuff Girls Z (Miko Shirogane)
- Detective Academy Q (Mitsuru Hōshō)
- Digimon Savers (Sayuri Daimon)
- Doraemon (Yukari Aozora, Maho, girl)
- Fortune Quest (Max)
- Ghost Sweeper Mikami (Okinu)
- Kingyo chūihō! (Shuko)
- Gun X Sword (Vivian)
- HappinessCharge Pretty Cure! (Queen Mirage)
- Haunted Junction (Hanako Hasegawa)
- Jibaku-kun (Kuinsheru)
- Kamisama Kazoku (Fumiko Komori)
- Kanon (Nayuki Minase)
- Kemono Friends (Moose (ep. 6-8, 12))
- I segreti dell'isola misteriosa (Lady)
- Mamotte Shugogetten (Shaorin)
- Marmalade Boy (Miki Koishikawa)
- Masamune-kun's Revenge (Momo)
- Meiken Lassie (Priscilla)
- Monster Rancher (Holly)
- Nintama Rantarō (Yuki)
- Haiyore! Nyaruko-san (Luhy Distone)
- One Piece (Kaya)
- Panpaka Pants (Croli)
- Pokémon (Sakura)
- Rosario + Vampire Capu2 (Mako Yakumaru)
- Shūkan Storyland (Nami)
- Smile Pretty Cure! (Ikuyo Hoshizora)
- Space Oz no bōken (Dorothy)
- Tanoshii Willow Town (Annie)
- Ultraman Kids: 30,000,000 Light Years in Search of Mother (Nōji)
- Vampire Knight (Juri Kuran)
- Xenosaga (Febronia)

### Film
- A·LI·CE (Maria)
- Dragon Quest: Dai no daibōken
- Ghost Sweeper Mikami (Okinu)
- Marmalade Boy Movie (Miki Koishikawa)
- Īhatōbu Gensō Kenji no Haru (Toshi)

### OAV
- Denshin Mamotte Shugogetten! (Shaorin)
- Dirty Pair Flash (Yuri)
- Dragon Half (Lufa)
- Galaxy Fraulein Yuna (Shiori)
- Gall Force Revolution (Catty Nebulart)
- Gestalt (anime) (Suzu)
- Harukaze Sentai V Force (Natsuki Aoi)
- Idol Project (Mimu Emiruton)
- Kanon (Nayuki Minase)
- Maps (Hoshimi Kimizuka)
- Fushigi no kuni no Miyuki-chan (Miyuki)
- Ryūki Denshō (Myū)
- Seishōjo Kantai Virgin Fleet (Ise Haruoshimi)
- Shonan Junai Gumi (Namiki Ibu)
- Special Drama Fantasian na Nichijō (Madoka)
- Spectral Force (Azerea)
- Macross II (Amy)
- Tattoon Master (Nima)
- Tekkaman Blade II (Yumi Francois)
- Twinbee: Winpī no 1/8 Panic (Madoka)
- Twinbee Paradise (Madoka)
- Seishōjo kantai Virgin Fleet (Ise Haruoshimi)

### Videogiochi
- Aoi Namida (Mana Fujihara)
- BS Zelda no Densetsu: Inishie no Sekiban (Princess Zelda)
- Doki Doki Pretty League (Chiaki Nonohara)
- Dōkyūsei (Yui Sakuragi)
- Dragon Shadow Spell (Prinveil)
- Dragon Knight III (Marie)
- FIST (Mei)
- Free Talk Studio ~Mari no Kimama na O-Shaberi~ (Mari Kousaka, Natsumi Kawai)
- Galaxy Fraulein Yuna (Shiori)
- Hot Shots Golf (Nanako)
- Kanon (Nayuki Minase)
- Langrisser I & II (Liana, Lána)
- Makeruna! Makendō 2 (Madonna)
- Medarot NAVI (NAVI, Navi-Commun)
- Megami Paradise II (Lilith)
- Mitsumete Knight (Ann)
- Otome-teki Koi Kakumei★Rabu Rebo!! (Natsumi)
- Popful Mail (Mail (PC-Engine version))
- Project X Zone 2 (Dr. Chizuru Urashima)
- Puyo Puyo CD Tsu (Trio the Banshee)
- Ryūki Denshō: Dragoon (Myū)
- Sakura Wars (videogioco 2019) (Hinata Amamiya)
- Super Real Mahjongg P IV (Aina)
- Twinbee Paradise (Madoka)
- Twinbee RPG (Madoka)
- Xenosaga (Febronia)